# Alexander Mailler

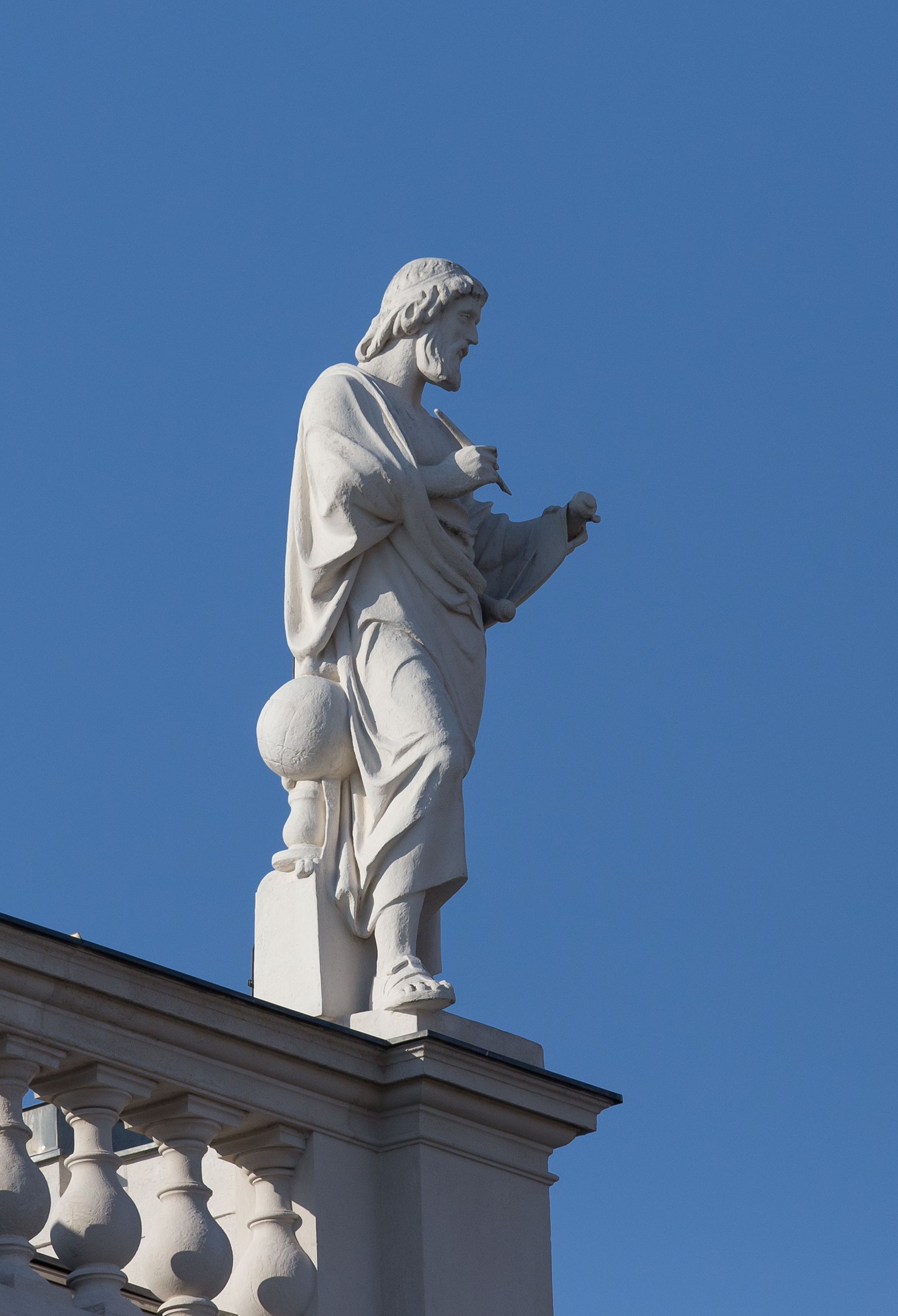
Alexander Mailler: Dachfigur, Naturhistorisches Museum, Wien

Alexander Mailler (* 14. Februar 1844 in Wien; † 27. Oktober 1899 ebenda) war ein österreichischer Bildhauer.
Mailler machte eine Ausbildung für Kleinplastik und Medailleurkunst bei Carl Radnitzky an der Wiener Kunstakademie und anschließend bei Gustav Blaeser in Berlin. Mailler schuf vor allem Marmorbüsten und Grabmonumente. Er war an der Ausschmückung von Prachtbauten der Ringstraßenzeit beteiligt.

## Werke
- Strabon und Pedanios Dioscurides, Statuen am Naturhistorischen Museum, Wien
- Franz Schuh, Porträtbüste, Allgemeines Krankenhaus der Stadt Wien, 1.Hof, (1875)
- Allegorien der Leopoldstadt und Altlerchenfelds, Rathaus, Wien (1881)
- Grabmal Anton Schrötter von Kristelli, Wiener Zentralfriedhof Bild des Grabmals von Prof. Anton Schrötter